# Nina Kulagina

Nina Kulagina no começo dos anos 1950

Nina Kulagina, Ninel Sergeyevna Kulagina (em russo:  Нине́ль Серге́евна Кула́гина) (também conhecida como Nelya Mikhailova) (30 de julho de 1926 — abril de 1990) foi uma dona de casa russa conhecida por suas supostas capacidades paranormais, mais notoriamente as associadas à psicocinese. Pesquisas científicas sobre ela foram conduzidas na URSS pelos últimos vinte anos de sua vida. De acordo com relatórios da URSS, 40 cientistas (incluindo dois laureados com o Prêmio Nobel) estudaram Kulagina. Entre os pesquisadores notáveis que a testaram em condições de laboratório, estiveram o fisiologista L. L. Vasiliev, o neurofisiologista Genady A. Sergeyev, o pesquisador psíquico Zdeněk Rejdák, o psicólogo B. Blazek e o Dr. J. S. Zvierev.

## Biografia
Um dos casos mais estudados de psicocinese é o da russa Nina Kulagina. Ela ficou famosa por supostamente conseguir movimentar à distância pequenos objetos, usando apenas a mente. Entre os relatos de experimentos mais curiosos sobre ela, há o de que ela teria conseguido parar o coração de um sapo. O fenômeno teria ocorrido em um laboratório em 1970 e está descrito em detalhes no livro Psychic Warfare do autor Martin Ebon. Suas supostas capacidades telecinéticas também foram gravadas em  vídeo e chegaram a ser comentadas por um relatório da U.S. Defense Intelligence Agency em 1978.
Kulagina afirmava ter herdado de sua mãe a psicocinese e que descobriu ter essa capacidade quando viu alguns objetos se movendo espontaneamente em torno de si enquanto estava com raiva. Além dessa capacidade, ela também possuiria outras capacidades paranormais, como clarividência. Segundo estudos feitos com Kulagina por Genady Sergeyev, a pulsação da russa chegava a 240 bpm durante a realização da psicocinese. Em 1990, ela morreu por infarto cardíaco fulminante, o que muitos acreditam ter sido causado pelas exigências físicas de suas capacidades paranormais.